# دانشگاه بلیز
دانشگاه بلیز (به لاتین: University of Belize) یک دانشگاه در بلیز است که در بلموپان واقع شده‌است.